# Пам'ятник комсомольцям 1920-х років
Пам'ятник комсомольцям 1920-х років — монумент, присвячений образу головного героя роману Миколи Островського «Як гартувалася сталь» — Павлу Корчагіну, комсомольцям 1920-х років, молоді України, яка брала участь в громадянській війні 1918—1921, післявоєнній відбудові народного господарства, яка загинула в періоди Сталінських репресій і Другої світової війни.

## Історія
Відкрито в 1961 році. Розміщувався на центральній алеї в північній частині парку імені Ленінського комсомолу в Шевченківському районі Києва на Брест-Литовському шосе, ставши композиційним центром парку. В ніч з 26 на 27 травня 2015 року пам'ятник був знесений.

## Характеристики
Автор — скульптор Володимир Сорока. Висота скульптури — 2,5 м, постаменту — 2,85 м.
Фігура комсомольця в будьонівці і шинелі з молотом в руках стояла на постаменті з сірого граніту. Напружений крок, широкий замах рук, розгорнуті поли шинелі надавали композиції внутрішню енергію і динаміку руху. Художню виразність пам'ятника посилювали експресивне ліплення і вдале поєднання бронзової фігури з високим, асиметричним рустованим постаментом, в центрі лицьового боку на полірованій дошці з чорного лабрадориту містилася напис накладними бронзовими літерами українською мовою «Комсомольцям 20-х років».